# Katharine Mary Drexel
Katharine  (Caterina) Mary Drexel (Filadelfia, 26 novembre 1858 – Cornwells Heights, 3 marzo 1955) è stata una religiosa statunitense, fondatrice della congregazione delle Suore del Santissimo Sacramento per gli Indiani e i Negri. Beatificata da papa Giovanni Paolo II il 20 novembre 1988, è stata proclamata santa dallo stesso pontefice il 1º ottobre 2000.

## Biografia
Katharine nacque a Filadelfia il 26 novembre 1858, da Francis Anthony Drexel e Hannah Langstroth. Il padre, noto banchiere, rimase vedovo poco tempo dopo la nascita della figlia, e si risposò due anni dopo con Emma Bouvier (antenata di Jaqueline Bouvier, moglie del presidente John Fitzgerald Kennedy). La famiglia Drexel, cattolica, si impegnava nell'assistenza dei diseredati della città.
Catharine viaggiò a lungo, accorgendosi che per i neri e i nativi la fine della schiavitù, decretata nel 1865, si scontrava con antichi pregiudizi: questi cittadini, ad esempio, erano privi di istruzione scolastica e di adeguata assistenza sanitaria.
Iniziò così a realizzare scuole e dispensari medici per gli indiani, riservando per sé solo il tempo per le pratiche religiose quotidiane.
Emma Bouvier morì nel 1883, seguita due anni dopo dal marito, e Catharine, insieme alle sorelle Elizabeth e Louise, ereditò un enorme patrimonio, col quale proseguì la sua opera, avvalendosi della guida spirituale di James O'Connor, vescovo del Nebraska.
Nel 1887 si verificò la svolta della sua vita: ricevuta in udienza privata da papa Leone XIII, gli chiese di inviare sacerdoti missionari per le sue scuole.
Il papa le suggerì invece di diventare missionaria lei stessa, creando una Congregazione religiosa.
Impegnatasi subito nel nuovo progetto, nel 1891 prese i voti, fondando poco dopo le Suore del Santissimo Sacramento per gli Indiani e i Negri.
Con la sua instancabile attività, realizzò 65 scuole per gli indiani e gli afroamericani, distribuite in 21 stati.
Nel 1925 fondò a New Orleans la Xavier University, che per prima accettò studenti di colore nel Sud degli Stati Uniti.
Catharine non si lasciò intimorire dalle reazioni ostili, specialmente da parte del Ku Klux Klan, e portò avanti la sua opera sfidando intimidazioni e rappresaglie.
Oltre all'istruzione, la Congregazione si impegnava anche nelle visite alle famiglie, agli ospedali e alle prigioni. Le sue consorelle la descrivevano come una manager severa ma amorevole, tanto generosa con gli altri quanto parsimoniosa con sé stessa.
Nel 1935 si ammalò, restando in breve tempo quasi immobile a letto: ne approfittò per realizzare un antico desiderio, sviluppando un'intensa vita contemplativa, in adorazione del Santissimo Sacramento, impegno quotidiano che mantenne fino alla morte, avvenuta il 3 marzo 1955.

## Culto
Nel 1966 iniziò il processo diocesano, che portò alla beatificazione nel 1988 e alla successiva canonizzazione nel 2000. La memoria liturgica è stata fissata al 3 marzo.

### Il miracolo per la beatificazione
Per la beatificazione di Caterina Drexel, la Chiesa cattolica ha riconosciuto come miracolosa la guarigione di Robert Gutherman, nato ad Andalusia, in Pennsylvania, l'11 dicembre 1959, ma cresciuto a Bensalem, a circa un miglio dal convento fondato da suor Caterina Drexel. A quattordici anni cominciò ad accusare dolori sempre più forti all'orecchio destro, in seguito ai quali fu sottoposto a un intervento di mastoidectomia per curare un'otite polipoide. L'intervento riuscì ma un'infezione aveva distrutto l'incudine ed il martello e Robert perse l'udito dall'orecchio destro. Mentre era ricoverato in ospedale, e le suore del convento pregavano per ottenere l'intercessione di Caterina, durante la notte riferì di essersi sentito chiamare per nome da una voce femminile, senza però vedere nessuno. Dimesso il 14 marzo, alla visita di controllo del 1º aprile i medici constatarono increduli che incudine e martello, che si erano in precedenza polverizzati, si erano ricostituiti integri, e Robert aveva riacquistato l'udito. La Chiesa riconobbe il miracolo e, il 20 novembre 1988, Caterina Drexel fu proclamata beata.

### Il miracolo per la canonizzazione
Per la canonizzazione di Caterina, la Chiesa ha riconosciuto come miracolosa la guarigione di Amy Wall. Nata il 9 settembre 1992, nel 1993 le venne diagnosticata una grave ipoacusia bilaterale, che l'aveva resa praticamente sorda.
La madre e i due fratellini (il padre era protestante) pregavano ogni sera suor Caterina, e la madre a volte le accarezzava le orecchie con una reliquia della beata.
Nel marzo 1994, mentre si trovava alla scuola per non udenti, Amy riacquistò improvvisamente l'udito: i medici dichiararono che la guarigione era inspiegabile per la scienza. Il padre si convertì al cattolicesimo e, il 1º ottobre 2000, la beata Caterina Drexel fu proclamata santa.